# Poznań Financial Centre
Das Poznań Financial Centre in Posen ist ein Hochhaus in Polen. Es wurde in den Jahren von 1999 bis 2001 erbaut. Die Gesamthöhe beträgt 91 m. Vor dem Gebäude wurde 2002 das Denkmal für den Stadtpräsidenten Cyryl Ratajski enthüllt.